# The Serpent Queen
The Serpent Queen è una serie televisiva statunitense creata da Justin Haythe e basata sul romanzo del 2004 dal titolo Catherine de Medici: Renaissance Queen of France di Leonie Frieda. È stata trasmessa sul canale Starz dall'11 settembre 2022 al 30 agosto 2024.

## Trama
La serie segue la storia di Caterina de' Medici, quando all'età di quattordici anni arriva alla corte francese dei Valois per sposare il figlio del sovrano Enrico II. Il suo compito è quello di assicurare la discendenza della famiglia mettendo alla luce numerosi eredi che le consentiranno, dopo numerose sfide, di detenere in mano il potere della nazione nei successivi 30 anni.

## Episodi
| Stagione         | Episodi | Prima TV USA | Pubblicazione Italia |
| ---------------- | ------- | ------------ | -------------------- |
| Prima stagione   | 8       | 2022         | 2022                 |
| Seconda stagione | 8       | 2024         | 2025                 |

## Personaggi e interpreti

### Personaggi principali
- Caterina de' Medici (stagioni 1-2), interpretata da Samantha Morton (adulta) e da Liv Hill (giovane), doppiata da Anna Cugini (adulta) e da Ludovica Bebi (giovane).
Regina di Francia e moglie di Enrico II.
- Aabis (stagioni 1-2), interpretata da Amrita Acharia, doppiata da Roberta De Roberto.
Gitana e parte dell'entourage della giovane Caterina.
- Montmorency (stagioni 1-2), interpretato da Barry Atsma (stagione 1) e da Alexandre Willaume (stagione 2), doppiato da Sergio Lucchetti (stagione 1) e da Enrico Di Troia (stagione 2).
Membro del consiglio privato della corona di re Francesco e connestabile di Francia.
- Cosimo Ruggeri (stagioni 1-2), interpretato da Enzo Cilenti, doppiato da Alberto Bognanni (stagione 1) e da Roberto Fidecaro (stagione 2).
Mago personale di Caterina che ha portato dall'Italia.
- Rahima (stagioni 1-2), interpretata da Sennia Nanua (stagione 1) (giovane) e da Emma McDonald (stagione 2) (adulta), doppiata da Sara Imbriani (stagione 1).
Serva di Caterina al quale racconta la storia della sua giovinezza, successivamente viene promossa sua nuova cameriera personale facendola salire rapidamente a una posizione influente a corte.
- Mathilde (stagione 1), interpretata da Kiruna Stamell, doppiata da Gilberta Crispino.
Amica, cameriera e factotum di Caterina affetta da nanismo.
- Antonio di Borbone (stagioni 1-2), interpretato da Nicholas Burns, doppiato da Gianluca Machelli.
Figlio maggiore di Carlo e custode dei conti reali.
- Antonia di Borbone (stagioni 1-2), interpretata da Beth Goddard, doppiata da Daniela Cavallini.
Moglie di Claudio e madre di Francesco e Carlo.
- Francesco di Guisa (stagioni 1-2), interpretato da Raza Jaffrey, doppiato da Federico Di Pofi.
Figlio maggiore di Claudio.
- Luigi di Borbone (stagioni 1-2), interpretato da Danny Kirrane, doppiato da Luca Graziani.
Fratello minore di Antonio e custode dei conti reali.
- Carlo di Lorena (stagioni 1-2), interpretato da Ray Panthaki, doppiato da Marco Benvenuto.
Cardinale e fratello minore di Francesco.
- Carlo IX (stagione 2, ricorrente stagione 1), interpretato da Jordan Bigot e Yngve Sanchez Beuthe (stagione 1) (giovane) e da Bill Milner (stagione 2) (adulto), doppiato da Davide Albano.
Secondogenito di Caterina e Enrico, re di Francia.
- Enrico di Borbone (stagione 2), interpretato da Angus Imrie, doppiato da Francesco Valeri.
Figlio di Antonio di Borbone e Giovanna di Navarra.
- Duca d'Anjou (stagione 2), interpretato da Stanley Morgan, doppiato da Alessio Puccio.
Figlio di Caterina e fratello minore di Carlo.
- Margot di Valois (stagione 2), interpretata da Philippine Velge, doppiata da Jessica Bologna.
Figlia maggiore di Caterina.

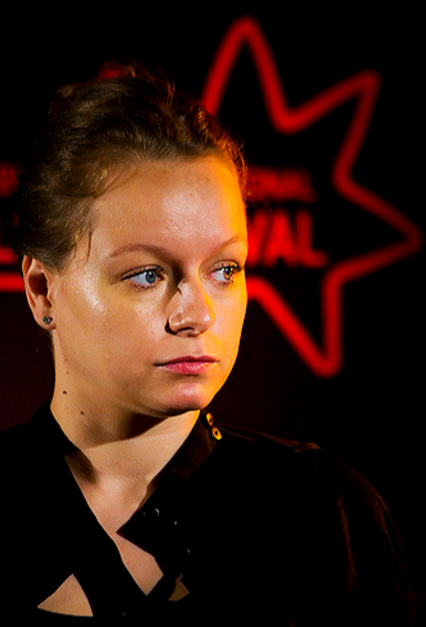
Samantha Morton
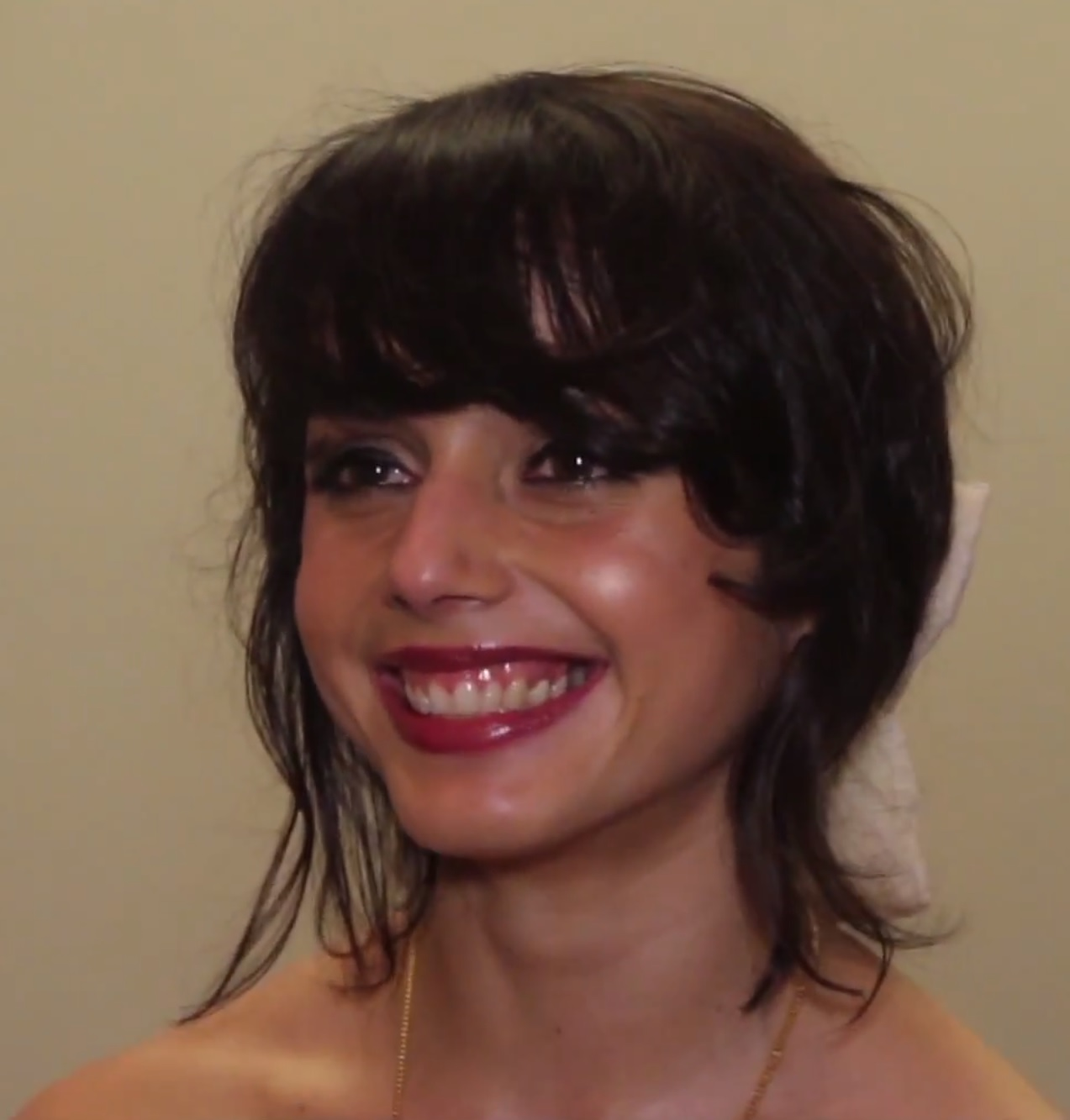
Amrita Acharia
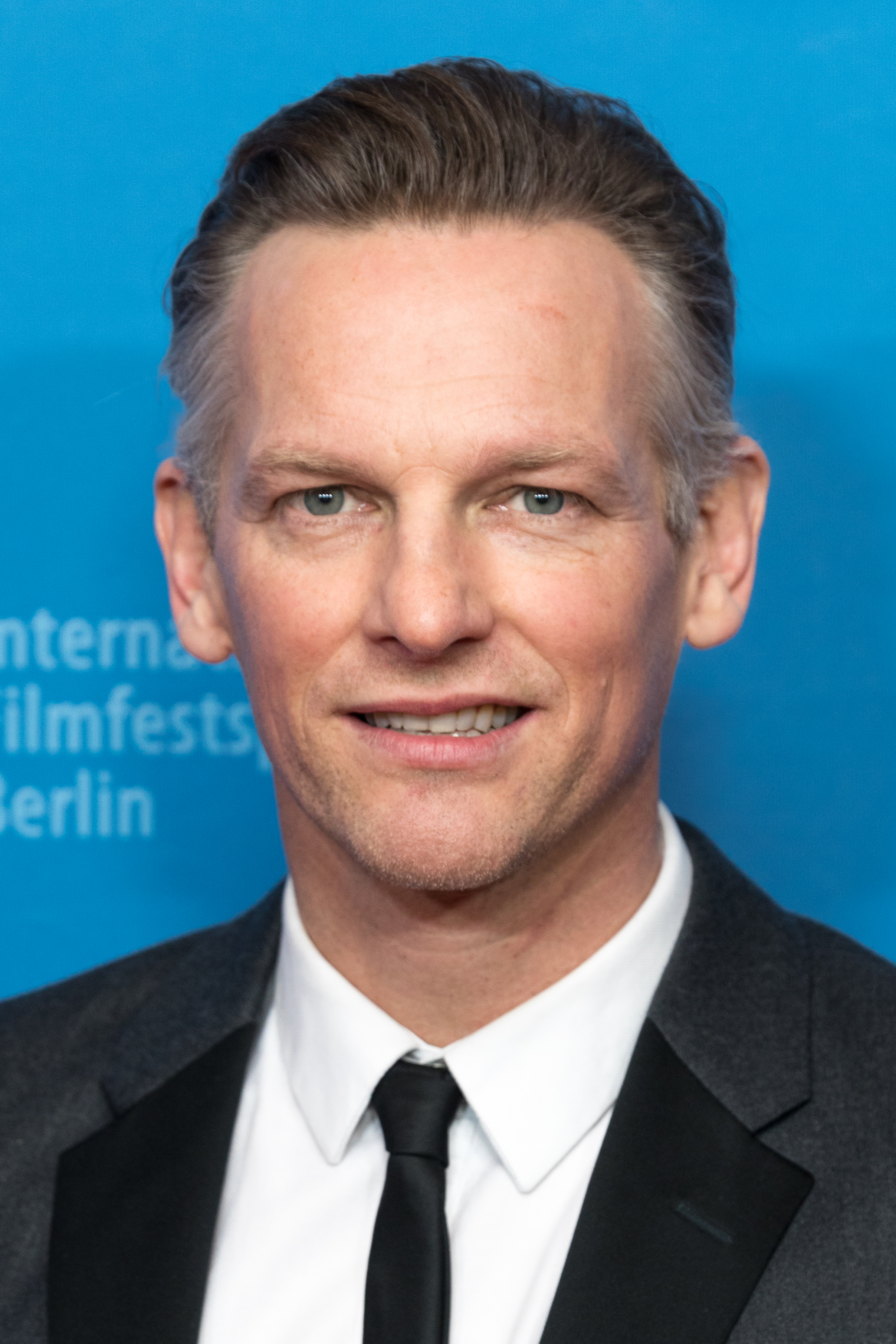
Barry Atsma
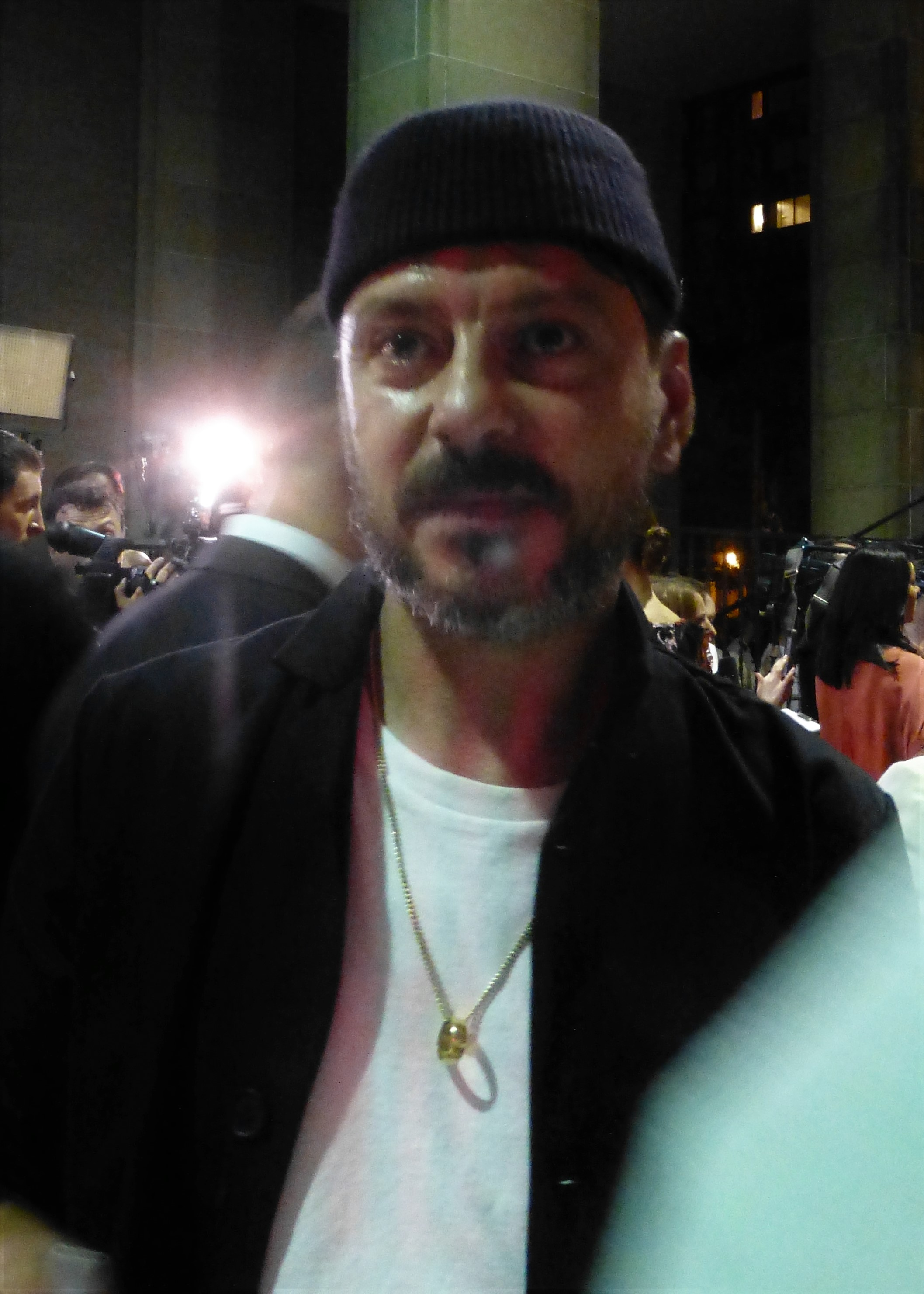
Enzo Cilenti
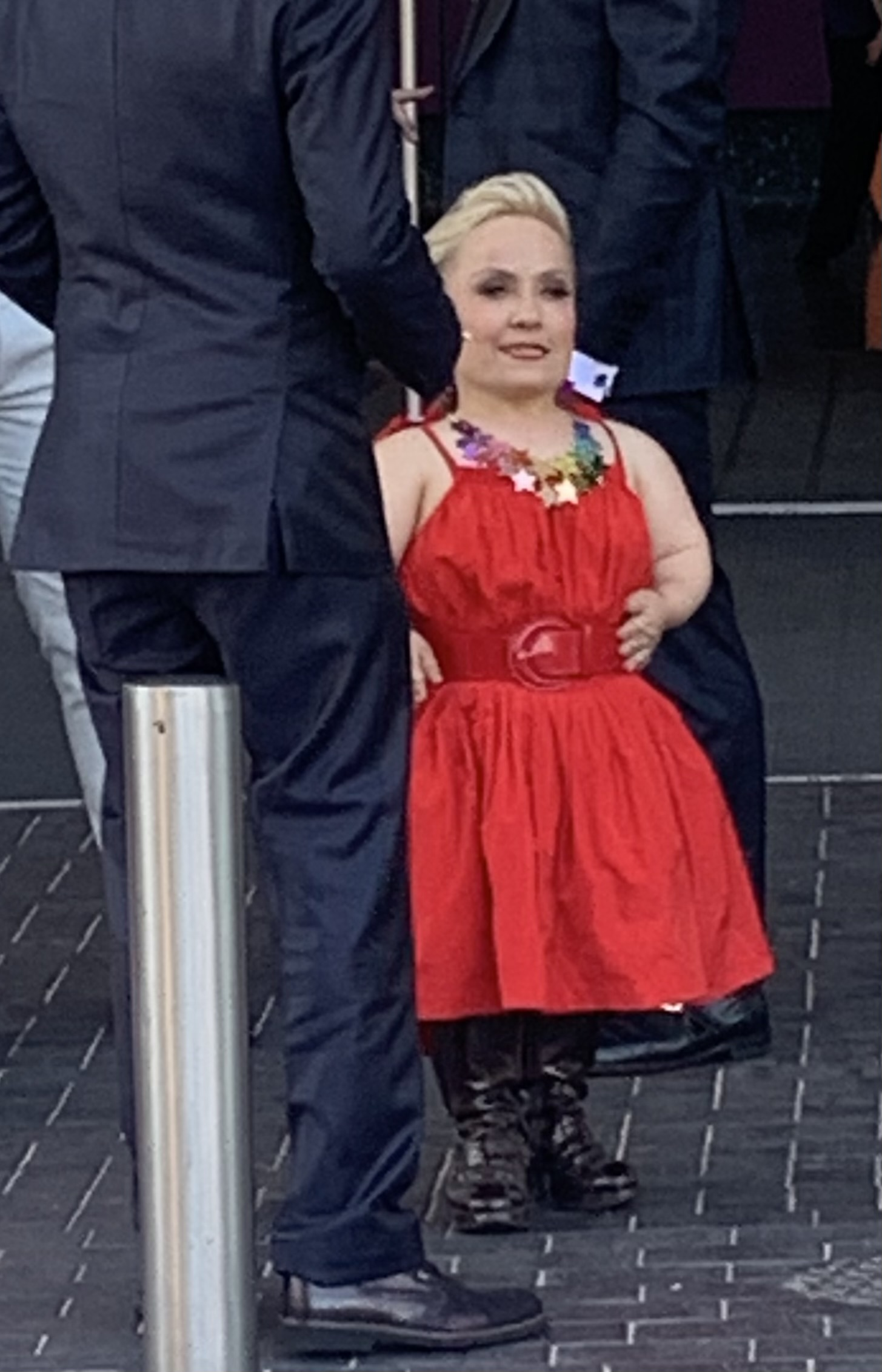
Kiruna Stamell
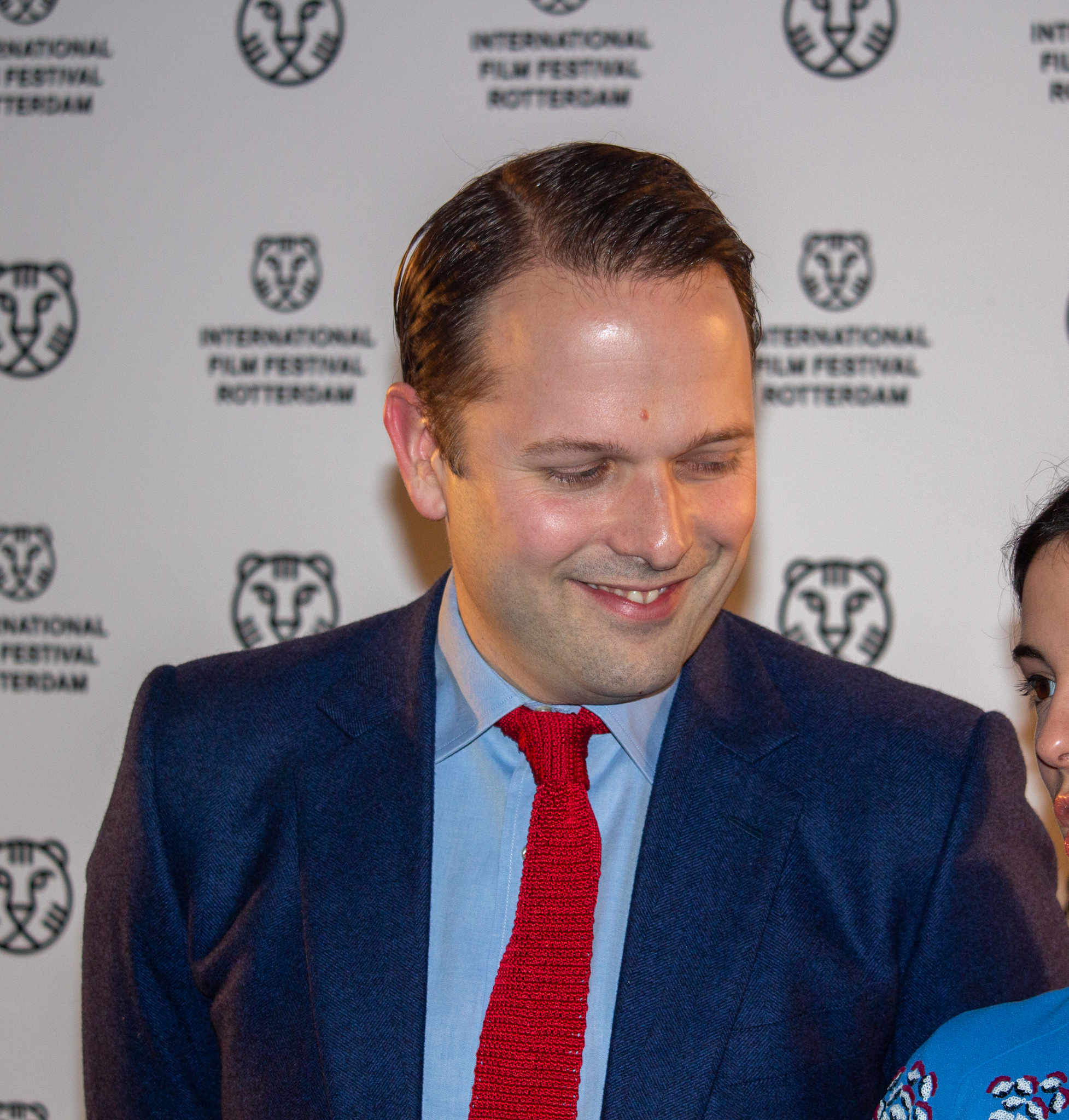
Nicholas Burns
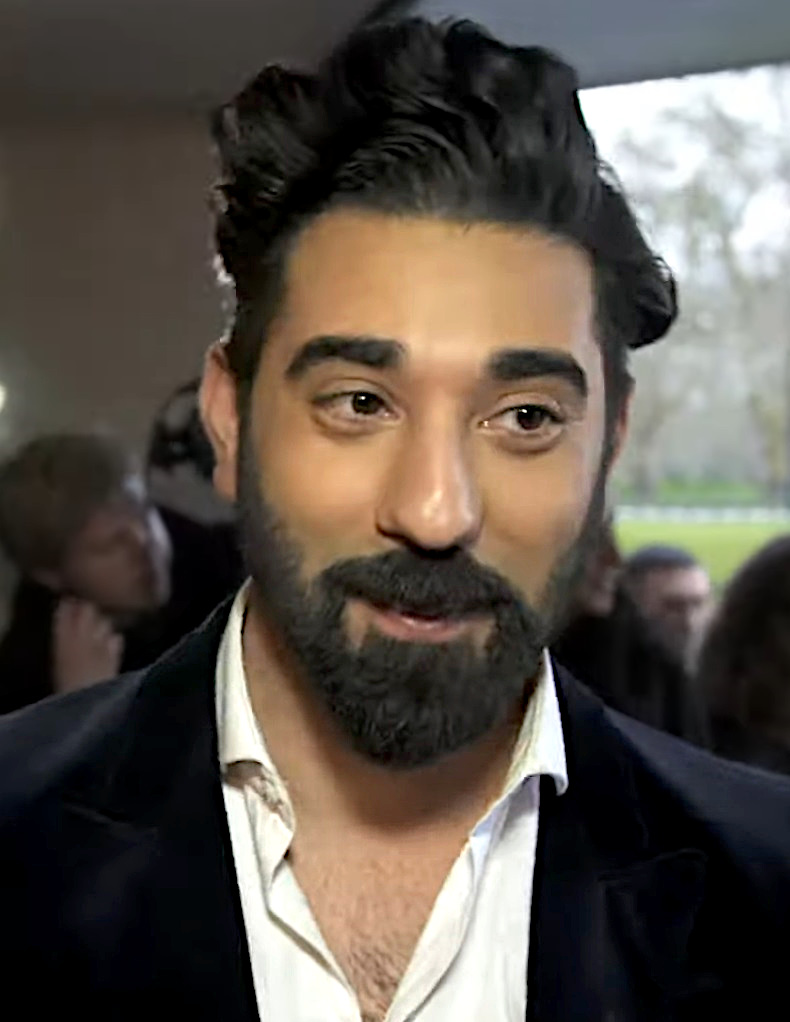
Ray Panthaki
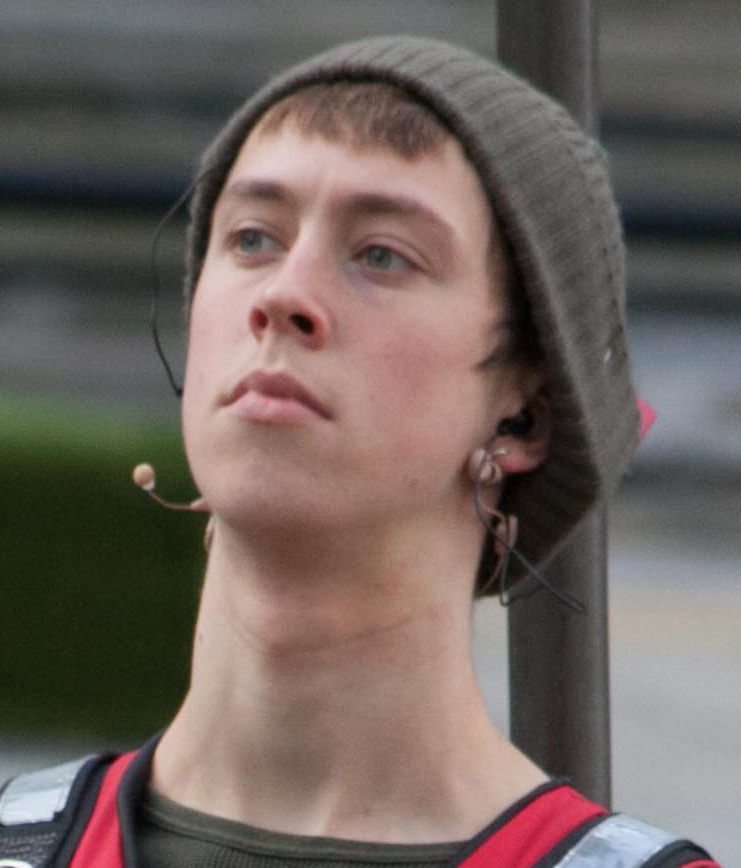
Angus Imrie

### Personaggi ricorrenti
- Diane de Poitiers (stagioni 1-2), interpretata da Ludivine Sagnier, doppiata da Eleonora Reti.
Amante di Enrico e cugina di Caterina.
- Carlo di Borbone (stagione 1), interpretato da Paul Chahidi, doppiato da Fabrizio Russotto.
Membro del consiglio privato della corona.
- Claudio I di Guisa (stagione 1), interpretato da Navid Negahban, doppiato da Pierluigi Astore.
Terzo membro del consiglio privato della corona e marito di Antonia.
- Angelica Niccolini (stagioni 1-2), interpretata da Ruby Bentall, doppiata da Valentina De Marchi.
Figlia del celebre profumiere Silvestro Niccolini che accompagna Caterina in Francia.
- Anne de Pisseleu d'Heilly (stagione 1), interpretata da Naomi Battrick, doppiata da Laura Facchin.
Amante di re Francesco I.
- Francesco I (stagione 1), interpretato da Colm Meaney, doppiato da Dario Oppido.
Re di Francia e padre di Francesco di Valois e Enrico.
- Eleonora d'Asburgo (stagione 1), interpretata da Rebecca Gethings, doppiata da Daniela Abbruzzese.
Regina consorte e sorella dell'imperatore Carlo V.
- Nathalie (stagione 1), interpretata da Gemma Dobson.
Sguattera nelle cucine e rivale di Rahima.
- Maria Stuarda (stagione 1, guest star stagione 2), interpretata da Antonia Clarke, doppiata da Valentina Stredini.
Nipote di Antonia e consorte di Francesco II.
- Enrico II (stagione 1), interpretato da Lee Ingleby (adulto) e da Alex Heath (giovane), doppiato da Fabio Gervasi (adulto) e da Federico Campaiola (giovane).
Secondogenito di Francesco e marito di Caterina.
- Francesco II (stagione 1), interpretato da George Jacques, doppiato da Danny Francucci.
Figlio maggiore di Caterina e Enrico di salute cagionevole.
- Dott. Jean Fernel (stagione 1, guest star stagione 2), interpretato da Steve Furst, doppiato da Stefano Billi.
Medico di corte.
- Matisse (stagioni 1-2), interpretato da Jean-Stan Du Pac (stagione 1) (giovane) e da Mikaël Mittelstadt (stagione 2) (adulto), doppiato da Guido Gelardi.
Giovane sarto e apprendista di Sebastiano.
- Edith (stagioni 1-2), interpretata da Jade Croot (stagione 1) (giovane) e da Isobel Jesper Jones (stagione 2) (adulta), doppiata da Anna Laviola.
Giovane ragazza protestante protetta da Montmorency che in seguito diventa una predicatrice.
- Elisabetta di Valois (stagione 2), interpretata da Laura Marcus.
Figlia minore di Caterina.
- Ercole di Valois (stagione 2), interpretato da Scott Folan, doppiato da Alessandro Valeri.
Figlio minore di Caterina.
- Giovanna di Navarra (stagione 2), interpretata da Rosalie Craig, doppiata da Paola Majano.
Regina di Navarra, moglie di Antonio di Borbone e madre di Enrico.
- Lemur (stagione 2), interpretato da Henry Felix, doppiato da Alberto Franco.
Miglior amico di Anjou e suo mignon.
- Balsac (stagione 2), interpretato da Neill Murray, doppiato da Riccardo D'Aquino.
Mignon di Anjou.
- Conte di Caylus (stagione 2), interpretato da Alexander Ferrario.
Mignon di Anjou.
- Tancredi (stagione 2), interpretato da James Gerard, doppiato da Francesco Trifilio.
Servitore di Luigi.
- Elisabetta I (stagione 2), interpretata da Minnie Driver, doppiata da Selvaggia Quattrini.
Regina d'Inghilterra e cugina di Maria Stuarda.
- Alessandro de' Medici (stagione 2), interpretato da Ashley Thomas, doppiato da Marco Bassetti.
Duca di Firenze e fratellastro di Caterina.
- Lord Throckmorton (stagione 2), interpretato da Alex Price, doppiato da Emilio Mauro Barchiesi.
Consigliere della regina Elisabetta I.

### Guest star
- Francesco di Valois (stagione 1), interpretato da Louis Landau, doppiato da Francesco Fabbri.
Figlio maggiore di re Francesco I.
- Sebastiano di Montecuccoli (stagione 1), interpretato da Adam Garcia, doppiato da Enrico Chirico.
Amico e sarto personale di Caterina.
- Papa Clemente VII (stagione 1), interpretato da Charles Dance, doppiato da Teo Bellia.
Zio di Caterina.
- Solimano il Magnifico (stagione 1), interpretato da Memet Ali Alabora.
- Pierre Marques (stagione 1), interpretato da David Denman, doppiato da Massimiliano Plinio.
Proprietario del castello di Chenonceau che Francesco e Carlo confiscano.
- Geraldine Marques (stagione 1), interpretata da Katie Haigh Mayet.
Moglie di Pierre.
- Carlo V (stagioni 1-2), interpretato da Rupert Everett, doppiato da Francesco Prando.
Imperatore del Sacro Romano Impero.
- Gabriele di Lorges, Conte di Montgomery (stagione 1), interpretato da Nicolas Robin.
Comandante che ferisce gravemente Enrico II durante una giostra.
- Principe Filippo (stagione 2), interpretato da Paulo dos Santos, doppiato da Michele Mancuso.
Figlio dell'imperatore Carlo V.
- Sisi d'Austria (stagione 2), interpretata da Lilea Le Borgne, doppiata da Danila Tropea.
Interesse amoroso di Carlo IX.

## Produzione
Le riprese della serie sono iniziate in aprile 2021 con Justin Haythe come sceneggiatore e produttore insieme a Francis Lawrence e Erwin Stoff come produttori esecutivi. Stacie Passon ha diretto quattro episodi compreso il pilota e le compagnie di produzione coinvolte sono la Lionsgate Television e 3 Arts Entertainment.
La serie è stata rinnovata per una seconda stagione il 27 ottobre 2022.
Il 9 ottobre 2024 Starz ha cancellato la serie dopo due stagioni.

## Distribuzione
The Serpent Queen è stata trasmessa su Starz dall'11 settembre 2022 mentre la seconda stagione è andata in onda dal 12 luglio 2024.
In Italia la prima stagione della serie è stata resa disponibile sulla piattaforma di streaming StarzPlay dall'11 settembre 2022 mentre la seconda dal 6 giugno 2025.

### Edizione italiana
La direzione del doppiaggio è a cura di Luca Giacomozzi, su dialoghi di Diana Anselmo, per conto di CD Cine Dubbing.

## Accoglienza

### Critica
La prima stagione ha ricevuto recensioni positive dalla critica. Rotten Tomatoes riporta il 100% delle recensioni professionali positive basato su 27 critiche. Il consenso critico del sito web indica: «The Serpent Queen adatta uno dei monarchi più famigerati della storia con un tocco sarcastico e intelligente, l'imponenza di Samantha Morton rischia di ingoiare tutta l'attenzione degli spettatori.» Metacritic, invece, ha assegnato un punteggio di 76 su 100 basato su 12 recensioni, indicando "recensioni generalmente favorevoli".
La seconda stagione ha ricevuto recensioni positive dalla critica. Rotten Tomatoes riporta il 100% delle recensioni professionali positive basato su 7 critiche.